# نادی‌چد
نادْیْ‌چد (به مجاری:  Nagyecsed) یک منطقهٔ مسکونی در مجارستان است که در سابولچ-ساتمار-برگ واقع شده‌است. نادی‌چد ۴۳٫۸۷ کیلومتر مربع مساحت و ۶٬۷۰۶ نفر جمعیت دارد.